# Bestenliste britischer Triathletinnen auf der Ironman-Distanz

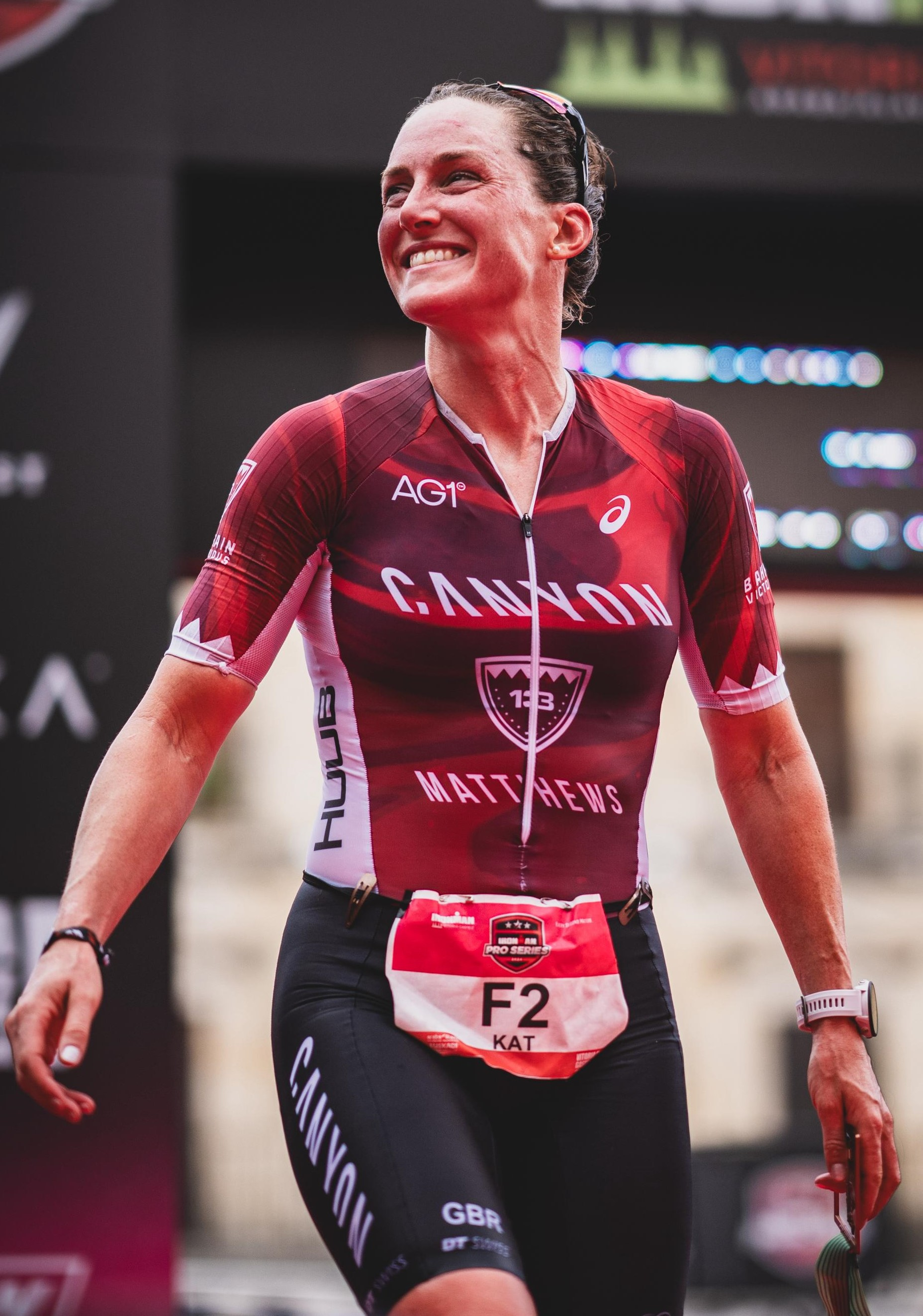
Katrina Matthews beim Ironman Vitoria-Gasteiz (2024)

Die Bestenliste britischer Triathletinnen auf der Ironman-Distanz umfasst alle Zeiten, die weltweit von Frauen aus dem Vereinigten Königreich bei einem Triathlon über die Langdistanz bzw. Ironman-Distanz (3,86 km Schwimmen, 180,2 km Radfahren und 42,2 km Laufen) erzielt wurden (Stand: 7. Juli 2025).

## Kriterien für die Bestzeiten
Jede Athletin wird hier mit ihrer persönlichen Bestzeit angeführt. Berücksichtigt wurden Zeiten von Amateuren und Profis unter 9:00 Stunden seit Oktober 1982. Wettkämpfe, bei denen witterungsbedingt nur ein Duathlon ausgetragen wurde, oder Teildistanzen verkürzt wurden, finden keine Berücksichtigung.
Eine offizielle Vermessung der Strecken, wie in der Leichtathletik mit dem Jones-Counter, erfolgt im Triathlon bis jetzt nicht. Die Rennen sind deshalb aufgrund einer nicht ganz genauen Länge nur begrenzt bzw. eingeschränkt vergleichbar. Auch die Zeiten bei ein und demselben Wettkampf, wie auch auf Hawaii, sind durch Streckenänderungen, Baustellen, Beschaffenheit oder Veränderung des Straßenbelags, Verlegungen und Veränderungen der Wechselzonen, nicht vergleichbar. Bei den hier aufgeführten Zeiten handelt es sich um Ergebnisse, die bei Wettkämpfen mit offiziellem Windschattenverbot erzielt worden sind. 
Die offiziellen Verbände International Triathlon Union (ITU) und European Triathlon Union (ETU) führen keine Rekorde oder Bestenlisten.

## Liste
| Platz | Name                  | Jahr | Zeit    | Veranstaltung                      | Bemerkung / Titel                                                                                     | Quelle |
| ----- | --------------------- | ---- | ------- | ---------------------------------- | --- | ------ |
| 1     | Katrina Matthews      | 2025 | 8:05:13 | Ironman Hamburg                    | EM Triathlon Mitteldistanz 2019                                                                       | [ 1 ]  |
| 2     | Chrissie Wellington   | 2011 | 8:18:13 | Challenge Roth                     | WM Ironman 2007, 2008, 2009, 2011 WM ITU Triathlon Langdistanz 2008                                   | [ 2 ]  |
| 3     | Lucy Charles-Barclay  | 2023 | 8:24:31 | Ironman Hawaii                     | WM Ironman 2023                                                                                       |        |
| 4     | India Lee             | 2025 | 8:24:37 | Ironman Les Sables d’Olonne-Vendée | | [ 3 ]  |
| 5     | Fenella Langridge     | 2024 | 8:29:36 | Ironman Hamburg                    | | [ 4 ]  |
| 6     | Ruth Astle            | 2024 | 8:38:07 | Ironman Vitoria-Gasteiz            | | [ 5 ]  |
| 7     | Simone Mitchell       | 2024 | 8:41:39 | Ironman Vitoria-Gasteiz            | |        |
| 8     | Rachel Joyce          | 2014 | 8:42:25 | Challenge Roth                     | WM ITU Triathlon Langdistanz 2011                                                                     | [ 6 ]  |
| 9     | Nikki Bartlett        | 2025 | 8:42:50 | Challenge Roth                     | |        |
| 10    | Rebecca Anderbury     | 2025 | 8:46:00 | Ironman Hamburg                    | | [ 7 ]  |
| 11    | Catriona Morrison     | 2009 | 8:48:11 | Challenge Roth                     | WM ITU Duathlon Kurzdistanz 2006, 2010 WM ITU Duathlon Langdistanz 2007, 2008                         | [ 8 ]  |
| 12    | Laura Siddall         | 2018 | 8:48:42 | Challenge Roth                     | WM ITU Triathlon Sprintdistanz 2011 (AG 30–34) 2 × WM ITU Triathlon Kurzdistanz 2012, 2013 (AG 30–34) |        |
| 13    | Leanda Cave           | 2011 | 8:49:00 | Ironman Arizona                    | Siegerin Ironman Hawaii 2012 WM ITU Triathlon Kurzdistanz 2002 WM ITU Triathlon Langdistanz 2007      |        |
| 14    | Bella Bayliss         | 2009 | 8:50:13 | Ironman Austria                    | WM ITU Triathlon Langdistanz 2006                                                                     |        |
| 15    | Susie Cheetham        | 2017 | 8:52:00 | Ironman Brasil                     | |        |
| 16    | Corinne Abraham       | 2014 | 8:52:40 | Ironman Germany                    | EM Ironman 2014                                                                                       |        |
| 17    | Jodie Cunnama         | 2013 | 8:54:01 | Ironman Sweden                     | WM ITU Triathlon Langdistanz 2009, 2016                                                               |        |
| 18    | Stephanie Clutterbuck | 2024 | 8:56:46 | Ironman Vitoria-Gasteiz            | |        |
| 19    | Eimear Nicholls       | 2015 | 8:56:51 | Ironman Barcelona                  | |        |
| 20    | Rosie Wild            | 2025 | 8:56:59 | Ironman Les Sables d’Olonne-Vendée | |        |
| 21    | Chloe Sparrow         | 2024 | 8:57:26 | Challenge Almere-Amsterdam         | |        |
| 22    | Lucy Gossage          | 2012 | 8:58:43 | Challenge Barcelona-Maresme        | EM Duathlon 2012, 2013 GBR Duathlon 2012                                                              |        |

(GBR = Britische Meisterin, WM = Weltmeisterin)